# マッカートニー (アルバム)
『マッカートニー』（英語: McCartney）は、1970年に発表されたポール・マッカートニー初となるソロアルバムである。邦題は『ポール・マッカートニー』である。
ジャケットはマッカートニーの妻で、写真家としての活動も行っていたリンダ・マッカートニーによるもの。表ジャケットはドレンチェリーの写真で、裏ジャケットには長女のメアリーを抱いたマッカートニーの写真となっている。

## 解説
ビートルズのアルバム『アビイ・ロード』の発売を直前に控えていた1969年9月20日、キャピトル・レコードとの契約書に署名をするため、アップル・コアにメンバー4人が集合した。その際、ジョン・レノンがビートルズから脱退する旨を伝えた。当時のマネージャーのアラン・クレインはビートルズの契約交渉を有利に進めるためにレノンのこの発言を公にしなかったが、以降はレノン以外の3人による『レット・イット・ビー』の追加録音（1970年1月3日から1月4日）等が行われたのみで、グループの活動は完全に停止した。
レノンは妻のオノ・ヨーコらと共に新たにプラスティック・オノ・バンドを結成して活動を行ったほか、ジョージ・ハリスンはデラニー&ボニーのツアーに参加するなど、それぞれがソロ活動を開始していった。
レノンによる突然の脱退宣言後、ビートルズの「解散」という事態に直面して精神的に傷ついたマッカートニーは、家族を連れてロンドンを離れ、スコットランドのキンタイア岬に所有していた農場に引き籠った。マッカートニーは髭を剃らずに一日中ベッドから出ず、酒に溺れただけでなく、時にはヘロインにまで手を出した。だが、マッカートニーは妻であるリンダに支えられて立ち直り、自身初となるソロアルバムの制作を始める。1969年末、マッカートニーはロンドンへ戻ると、自宅に4トラックの機材を導入し、翌年初め頃から本格的に録音を開始した。大部分は前述の通り自宅で制作し、一部の作業をロンドンのモーガン・スタジオで行った 。また、「エヴリナイト」、「恋することのもどかしさ」、「男はとっても寂しいもの」の3曲はビリー・マーティンという偽名で、EMI第2スタジオで録音されている。全ての楽器をマッカートニーが演奏し、リンダは一部の曲のバッキング・ヴォーカルに加え、「クリーン・アクロア」で呼吸音を担当している。
本作の完成後、マッカートニーは『レット・イット・ビー』よりも早急に自身のアルバムを発売するようクレインに要求した。しかし、『レット・イット・ビー』の発売を優先させるため、本作の発売日を遅らせようと試みたクレインにより要求を拒絶された マッカートニーは、1970年4月11日にこの件について説明するため自宅を訪れたリンゴ・スターを激しい言葉で追い返してしまう。マッカートニーは「僕はスターに帰れって言ったんだ。僕は沈んでたから、自分を主張するためにあんな事をしなきゃならなかったんだ...。とにかく頭の中を殴られてたんだ」と後に語っている。
最終的にマッカートニーの思いを知ったスターの説得により、クレインらは『レット・イット・ビー』発売1か月前の発売を許可する。マッカートニーは4月10日にマスコミ用にサンプル版を配布し、添付した質疑応答で「ビートルズの活動休止の原因は、個人的、ビジネス上、及び音楽的な意見の相違によるもの」、「レノンとの共作活動が復活することはない」とビートルズからの脱退を表明し、その1週間後の4月17日に本作を発売した（アメリカでは4月20日、日本では6月25日発売）。マッカートニーより前にビートルズから正式に脱退していたレノンは、アルバム発売と合わせて発表されたマッカートニーの脱退宣言を「ポールはNo.1のPRマンだ」と皮肉交じりに攻撃し、以後数年に渡って険悪な関係に陥った。
本作は全英2位を獲得、アメリカの『ビルボード』誌では、3週連続最高位第1位を獲得、1970年度年間ランキング第27位、『キャッシュボックス』誌でも、3週連続最高位第1位を獲得し、1970年度年間ランキング第9位を獲得、アメリカだけで200万枚以上の売上を記録している（日本では、オリコンチャートで最高13位を記録した）。商業的には成功しているが、簡潔な音作りであること、また、収録曲の半分がインストゥルメンタル・ナンバーであることなどから、マスコミの酷評する声も少なくなかった。しかし、マッカートニーならではの美しいメロディー、彼のパーソナルな部分を垣間見ることの出来る作品、宅録の先駆けとも呼べる作品としても再評価されている。
本作からのシングル・カットはなく、1971年2月発表の「アナザー・デイ」が、マッカートニーの1stシングルとなった。1977年にはウイングスの音源による「恋することのもどかしさ」が、邦題を「ハートのささやき」に変更しシングル発売され、全米10位を記録している。
2011年6月14日（日本は8日後の6月22日）、「ポール・マッカートニー・アーカイヴ・コレクション」と題したバージョンが『マッカートニーII』と共に発売された。こちらは、2011年最新のデジタルリマスタリングが施され、通常盤と、未発表となっていた「スーサイド」「ウーマン・カインド」などのデモ音源7曲を収めたCDが付いたデラックス・エディション、さらにウイングスの最後のライブ出演となった1979年の『カンボジア難民救済コンサート』、1991年に放送されたMTVの音楽番組『MTVアンプラグド』出演時の映像等を収めたDVD及び、リンダの未発表写真等を纏めたハードカバーブック付きのスーパー・デラックス・エディション、そして海外のみでアナログ盤が発売された。
また、ジョージ・ハリスンは1970年のインタビューで、「『ザット・ウッド・ビー・サムシング』と『恋することのもどかしさ』は素晴らしいと思うし、他の曲はまあまあだと思うよ。でも、がっかりしないほうがいいかもね。何も期待しない方がいいし、そうすれば全てがボーナスになる。この2曲はとてもいいと思うし、他の曲は僕には何の役にも立たない。」と語っている。
2022年8月5日、『マッカートニーII』、『マッカートニーIII』と共に『マッカートニーI / II / III ボックス・セット』として日本盤のみSHM-CD仕様で発売された。ちなみにLP盤は輸入盤のみとなっている。

## 収録曲
全曲 作詞・作曲・演奏：ポール・マッカートニー
1. ラヴリー・リンダ - The Lovely Linda
機材のテストも兼ねて最初にレコーディングされた。ヴォーカル、アコースティック・ギター、ベース、パーカッションの代わりに本を叩いた音で構成されている。
2. ザット・ウッド・ビー・サムシング - That Would Be Something
当時の邦題は「きっと何かが待っている」
3. バレンタイン・デイ - Valentine Day
「ラヴリー・リンダ」同様に機材のテストを兼ねて録音された短いインストゥルメンタル曲。
4. エヴリナイト - Everynight
5. 燃ゆる太陽の如く/グラシズ - Hot As Sun/Glasses
「燃ゆる太陽の如く」はマッカートニーが10代の時に作った曲で、グラス・ハープによる「グラシズ」（最後に挿入されている歌はフランク・シナトラに提供したものの「自殺」を意味するタイトルから拒絶された「スーサイド Suicide」という曲）とメドレーになっている[注 4]。
6. ジャンク - Junk
ビートルズがインドに滞在していた時に書き始め、帰国後に完成させた。『ザ・ビートルズ』の制作前に録音されたデモ・テイクが『ザ・ビートルズ・アンソロジー3』に収録されている。
7. 男はとっても寂しいもの - Man We Was Lonely
リンダとの初のデュエット曲。
8. ウー・ユー - Oo You
当初はモーガン・スタジオで収録したインストゥルメンタル曲だったが、後に歌が付けられた。
9. ママ・ミス・アメリカ - Momma Miss America
別々の曲をメドレー仕立てで1曲にするという、その後のポールが得意とすることになる手法で作られたインストゥルメンタル曲。
10. テディ・ボーイ - Teddy Boy
ビートルズがインドに滞在していた時に書き始め、帰国後に完成させた。ゲット・バック・セッションで演奏されたビートルズ・バージョンは、『ザ・ビートルズ・アンソロジー3』に収録されている。
11. シンガロング・ジャンク - Singalong Junk
「ジャンク」のインストゥルメンタル版。
12. 恋することのもどかしさ - Maybe I'm Amazed
ライヴでの定番曲となり、『ウイングスU.S.A.ライヴ!!』『ポール・マッカートニー・ライヴ!! 1989-1990』『バック・イン・ザ・U.S. - ライヴ2002』に収録されている。『ウイングスU.S.A.ライヴ!!』発売当時の邦題は「ハートのささやき」。同じ曲に二つの邦題がつくのは極めてまれである。
13. クリーン・アクロア - Kreen-Akrore
ブラジルのインディオに捧げたインストゥルメンタル曲。

## クレジット
- ポール・マッカートニー - ボーカル、アコースティック・ギター、エレクトリック・ギター、ベース、ドラムス、ピアノ、オルガン、パーカッション、グラス・ハープ、メロトロン、トイ シロフォン、バッキング・ボーカル
- リンダ・マッカートニー - バッキング・ボーカル

## 備考
ビートルズが公式発表したインストゥルメンタル曲は「フライング」1曲だけだが、本作には5曲もインストがあり、実験色が強い作品となっている。
「ザット・ウッド・ビー・サムシング」「エヴリナイト」「ジャンク」の3曲は、後に『MTVアンプラグド』に出演した時に再演され、『公式海賊盤』（1991年）に収録された。この時、「ジャンク」はインストゥルメンタルで演奏された。また、「エヴリナイト」は2002年のツアーでも披露されている。
映画「ザ・エージェント」（主演：トム・クルーズ）では「ママ・ミス・アメリカ」と「シンガロング・ジャンク」がBGMとして使用されている。

## チャート
Weekly charts
| Chart (1970–71)                        | Position |
| -------------------------------------- | -------- |
| Australian Kent Music Report           | 3        |
| Canadian RPM Albums Chart              | 1        |
| Dutch Mega Albums Chart                | 3        |
| French SNEP Albums Chart               | 4        |
| Japanese Oricon LPs Chart              | 13       |
| Norwegian VG-lista Albums Chart        | 2        |
| Spanish Albums Chart                   | 4        |
| Swedish Kvällstoppen Albums Chart      | 2        |
| UK Albums Chart                        | 2        |
| US Billboard Top LPs                   | 1        |
| West German Media Control Albums Chart | 15       |

| Chart (2011)              | Position |
| ------------------------- | -------- |
| Dutch Albums Chart        | 85       |
| French Albums Chart       | 91       |
| Japanese Albums Chart     | 27       |
| Spanish Albums Chart      | 74       |
| UK Albums Chart           | 88       |
| US Billboard 200          | 50       |
| US Top Pop Catalog Albums | 7        |

| Chart (1970)            | Position |
| ----------------------- | -------- |
| Australian Albums Chart | 17       |
| French Albums Chart     | 11       |
| UK Albums Chart         | 10       |
| US Billboard Year-End   | 25       |

| 国/地域                    | 認定        | 認定/売上数 |
| -------------------------- | ----------- | ----------- |
| アメリカ合衆国 (RIAA)      | 2× Platinum | 2,000,000^  |
| カナダ (Music Canada)      | Platinum    | 100,000^    |
| ^ 認定のみに基づく出荷枚数 |             |             |